# Ciklopske zidine u Starom Gradu
Ostaci grčkih zidina u kući Tadić - Gramatorov nalaze se u Starom Gradu na Hvaru.

## Opis
Ciklopske zidine u Starom Gradu danas su očuvane u jednom dijelu. U kući Tadić-Gromotorov istočno od zvonika župne crkve sačuvan je zid građen megalitskim blokovima do visine prvog kata.
Pronađene su u 19. stoljeću u kući pok. Danka Tadića zv. 'Gramotuor', blizu t.zv. Ciklopske ulice, jednoj od najstarijih ulica u Starom Gradu. Nastala je u srednjem vijeku. Povezuje dva povijesna dijela grada - pjacu sv. Stjepana i 'legendarni' Kovenat. Pod njome leže ostatci povijesnog Farosa.

## Zaštita
Pod oznakom RST-0019 zavedene su kao nepokretno kulturno dobro - arheologija, pravna statusa zaštićena kulturnog dobra, klasificirano kao "kopnena arheološka zona/nalazište".